# Louis-Émile Blanchard
Pour les articles homonymes, voir Blanchard.
 (mai 2014).
Si vous disposez d'ouvrages ou d'articles de référence ou si vous connaissez des sites web de qualité traitant du thème abordé ici, merci de compléter l'article en donnant les références utiles à sa vérifiabilité et en les liant à la section « Notes et références ».
 (mai 2014).
- Si vous ne connaissez pas le sujet, laissez ce bandeau (vous pouvez alors contacter les auteurs).
- Si vous supprimez le contenu mis en cause (vous pouvez préalablement contacter les auteurs),

argumentez précisément cette suppression dans la page de discussion
(un manque de référence n'est pas un argument ; une recherche réelle de référence doit avoir été effectuée, être formellement documentée).
Louis-Émile Blanchard , né le 6 décembre 1876 à Nantes, où il est mort le 21 avril 1936, est un peintre paysagiste français.

## Biographie
Peintre post-impressionniste de Bretagne, il n'est pas très connu. Il s'occupa de l'entreprise familiale et c'est grâce surtout à la compréhension de sa femme qui avait une sensibilité artistique en tant que pianiste et cantatrice, qu'il put se consacrer à son art et suivre des cours du soir pour se perfectionner et acquérir les bases techniques de son art.
Il eut pour maîtres Abel Hervé, Emmanuel Fougerat, Émile Simon, et fit la connaissance de Paul et Maurice Chabas qui l'encouragèrent dans cette voie.
Pour ne pas empiéter sur ses occupations professionnelles, il refusera longtemps de participer à des expositions. Il dérogera à cette ligne de conduite en 1933, vers la fin de sa vie, en exposant au Salon des artistes français une toile intitulée Retour de promenade. Il expose encore par deux fois, en 1934 avec un paysage, La Vallée de la Loire à Oudon, et en 1935 avec Rochers de la Côte Sauvage près du Pouliguen.
Il meurt en 1936 alors qu'il venait de quitter son entreprise pour se consacrer à la peinture. Il habite alors au no 111 de la rue de Rennes, et est enterré au cimetière La Bouteillerie. C'est sa fille qui voulant faire connaître l'œuvre de son père eut l'idée de mettre en vente aux enchères quelques-uns de ses tableaux en 1988.